# Charles Michel

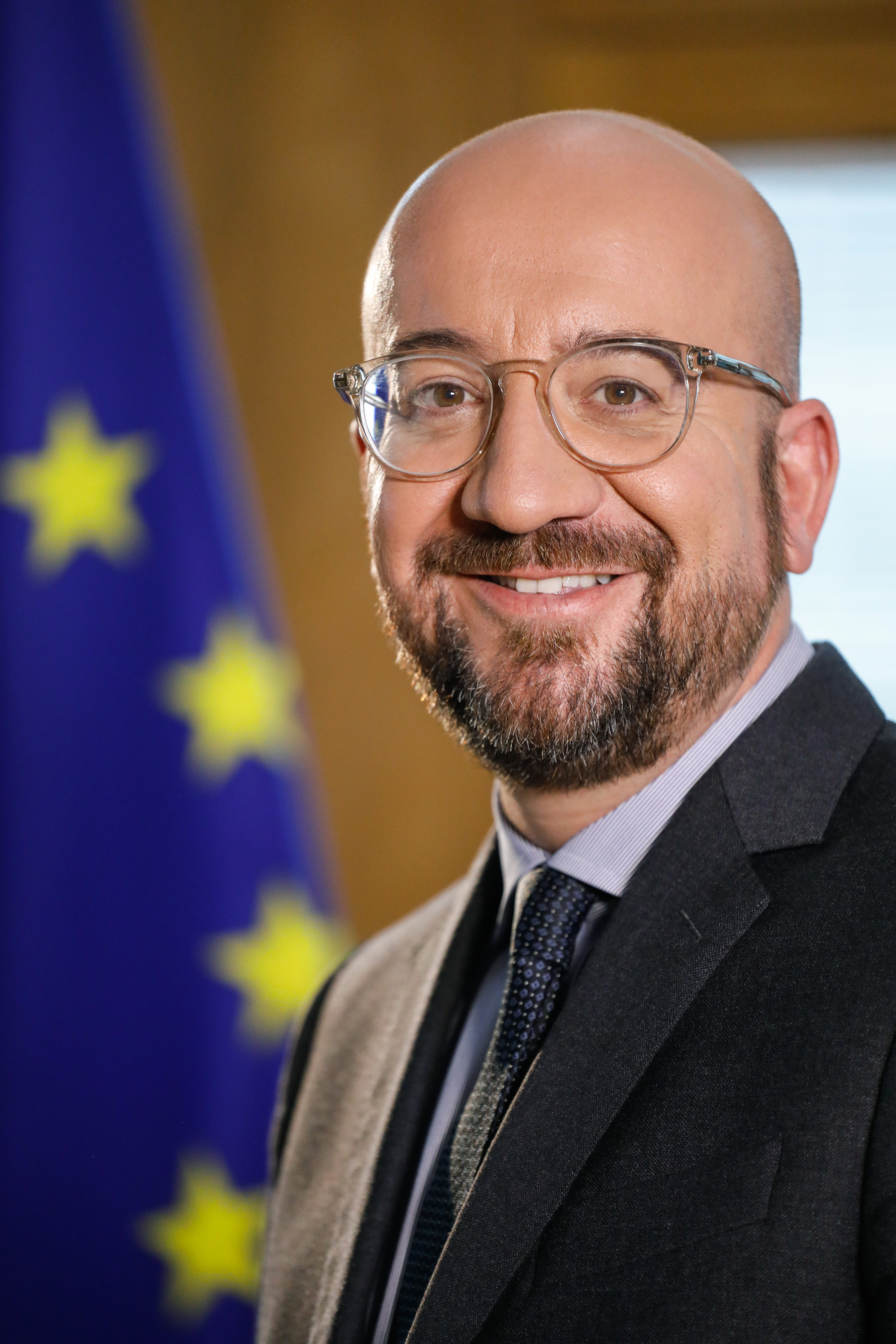
Charles Michel (2019)

Charles Michel [ˈʃaʀl miˈʃɛl] (* 21. Dezember 1975 in Namur) ist ein belgischer Politiker der Partei Mouvement Réformateur (MR) 
Von 1. Dezember 2019  bis 30. November 2024 war er Präsident des Europäischen Rates.
Zuvor war er vom 11. Oktober 2014 bis zum 27. Oktober 2019 belgischer Premierminister und führte somit die Föderalregierung des Königreichs an (Regierung Michel I). Am 18. Dezember 2018 hatte er seinen Rücktritt angekündigt und leitete seither eine Übergangsregierung (Regierung Michel II). Von 2000 bis 2004 war er wallonischer Innenminister und von 2007 an föderaler Minister für Entwicklungszusammenarbeit (zuletzt in der Regierung Leterme II). Michel gab aber sein Amt im Februar 2011 ab, nachdem er zum Vorsitzenden der MR gewählt wurde. Er war von 2006 bis 2014 Bürgermeister von Wavre.
Am 31. Oktober 2019 verlieh ihm der belgische König den Ehrentitel Staatsminister.

## Leben
Charles Michel ist der Sohn des ehemaligen belgischen Außenministers und EU-Kommissars Louis Michel (MR), Mathieu Michel ist sein jüngerer Bruder. Er studierte Jura an der Université Libre de Bruxelles (ULB) und an der Universität von Amsterdam (UvA). Seit 1998 ist er in Brüssel als Rechtsanwalt zugelassen.
Charles Michel begann im Jahr 1994 seine politische Aktivität als Provinzabgeordneter der belgischen liberalen Partei Mouvement Réformateur in der Provinz Wallonisch-Brabant. Nach den Föderal- und Regionalwahlen von 1999 wurde er Abgeordneter in der Abgeordnetenkammer. Im gleichen Jahr bildeten die Liberalen in der Wallonischen Region eine Koalition mit der sozialistischen Partei (Parti Socialiste) und stellten die Regierung. Michel löste im Jahr 2000 den Minister für innere Angelegenheiten Jean-Marie Severin in der Regierung von Jean-Claude Van Cauwenberghe ab. Nach den wallonischen Regionalwahlen von 2004 ging seine Partei in die Opposition. Michel war dann bis 2007 als Abgeordneter tätig.
Auf lokaler Ebene zog Charles Michel im Jahr 2000 in den Gemeinderat von Wavre ein. Er gewann die Kommunalwahlen von 2006 und wurde Bürgermeister in dieser Stadt. Seit 2007, dem Jahr, in dem er zum föderalen Minister ernannt wurde, übt er jedoch dieses Amt nicht aus.
Nach den Föderalwahlen von 2007 und der langen politischen Krise erhielt Charles Michel den Posten des Ministers für Entwicklungszusammenarbeit unter Guy Verhofstadt (Open VLD) und behielt ihn in den Folgeregierungen unter Yves Leterme (CD&V) und Herman Van Rompuy (CD&V).
Innerhalb der MR gehört Charles Michel zur „Renaissance-Gruppe“, die nach den Föderalwahlen von 2009, bei denen die MR herbe Verluste einstecken musste, den Rücktritt des damaligen Vizepremiers, Finanzministers und MR-Vorsitzenden Didier Reynders forderte. Nach den parteiinternen Wahlen konnte sich Charles Michel gegenüber dem MR-Fraktionsvorsitzenden in der Kammer Daniel Bacquelaine durchsetzen und trat die Präsidentschaft der MR am 14. Februar 2011 an. Als MR-Vorsitzender nahm Michel nach den vorgezogenen Parlamentswahlen vom 13. Juni 2010 an den Gesprächen zur sechsten Staatsreform und zur  Bildung einer Föderalregierung unter Formator Elio Di Rupo (PS) teil. Hierbei stimmte er der Teilung des Wahlkreises Brüssel-Halle-Vilvoorde zu und löste einen parteiinternen Konflikt mit der FDF aus, die seit 1992 mit den frankophonen Liberalen (PRL) in einem Wahlbündnis auftrat und seit 2002 einer der Bestandteile der MR war. Am 25. September 2011 verließ die FDF daraufhin die MR. Charles Michel wurde trotz der Teilung der Partei als Vorsitzender bestätigt.
Charles Michel ist Kommandeur des Leopoldsordens.

### Belgischer Ministerpräsident

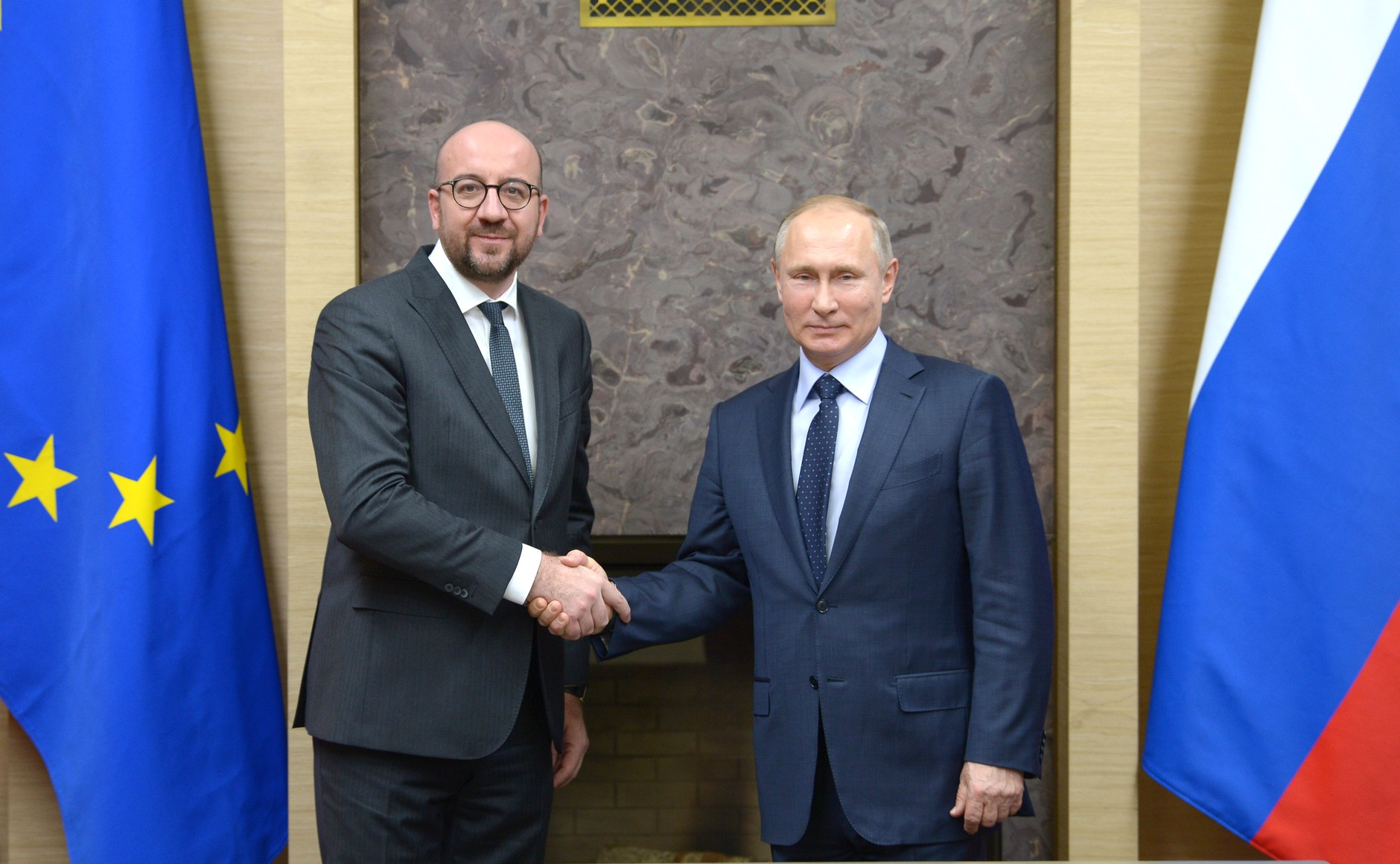
Michel als Premierminister mit dem russischen Präsidenten Wladimir Putin (Januar 2018)

Bei den Föderalwahlen vom 25. Mai 2014 erlangte die MR auf frankophoner Seite einen Wahlsieg; die PS und die cdH mussten dagegen leichte Verluste einfahren. Nach den Wahlen wurden zunächst Bart De Wever (N-VA) und dann Charles Michel vom König zum Informateur ernannt. Als sich die Möglichkeit einer Koalition aus N-VA, CD&V, Open VLD und MR abzeichnete, beauftragte der König das Tandem Charles Michel und Kris Peeters (CD&V) am 22. Juli 2014 mit der Regierungsbildung. Eine Einigung konnte am 7. Oktober 2014 nach etwa zweieinhalbmonatiger Verhandlung erreicht werden. Charles Michel legte seinen Eid als Premierminister am 11. Oktober ab und wurde somit mit 38 Jahren zum jüngsten belgischen Regierungschef; er ist nach Paul-Émile Janson erst der zweite französischsprachige Liberale, der dieses Amt belegt.
Vom 11. bis 14. Juni 2015 nahm er an der 63. Bilderberg-Konferenz in Telfs-Buchen in Österreich teil.
Am 18. Dezember 2018 kündigte Michel wegen eines drohenden Misstrauensvotums gegen seine neugebildete Minderheitsregierung seinen Rücktritt an. Seither war die Regierung Michel II geschäftsführend im Amt, auch über die Parlamentswahlen vom 26. Mai 2019 hinaus, da sich keine neue Mehrheit fand.

### Präsident des Europäischen Rates
Im Juli 2019 wurde er zum Präsidenten des Europäischen Rates gewählt und übernahm sein Amt am 1. Dezember 2019 von Donald Tusk. Daher kündigte er am 26. Oktober 2019 seinen Rückzug an. Am 27. Oktober 2019 nahm der König den Rücktritt der Regierung Michel II an und ernannte auf seinen Vorschlag hin Sophie Wilmès zur neuen geschäftsführenden Ministerpräsidentin.
Während seiner Amtszeit gab es interne Kritik an Michels Amtsführung, unter anderem von einer Ministerpräsidentin und von Diplomaten aus mehreren EU-Staaten. So seien die EU-Gipfel, für die er als Präsident zuständig ist, nicht gut organisiert. Während seiner Amtszeit überging er Entscheidungen der Kommission von der Leyen I, statt wie seine Amtsvorgänger im Dissens lösungsorientiert zu bleiben. Ein als „Sofagate“ bekannt gewordener diplomatischer Fauxpas wurde als Sinnbild für die belastete Arbeitsbeziehung zwischen Kommissionspräsidentin Ursula von der Leyen und Michel beschrieben.
Am 24. März 2022 wurde Michel für weitere zweieinhalb Jahre (1. Juni 2022 bis 30. November 2024) zum EU-Ratspräsidenten gewählt. Er wurde am 1. Dezember 2024 von António Costa abgelöst.

## Übersicht der politischen Ämter
- 1994–1999: Provinzialabgeordneter in der Provinz Wallonisch-Brabant
- 1999–heute: Mitglied der föderalen Abgeordnetenkammer (teilweise verhindert)
- 2000–2004: Minister der Wallonischen Region für Inneres und das öffentliche Amt
- 2000–2018: Gemeinderatsmitglied in Wavre
- 2006–2014: Bürgermeister von Wavre (seit 2007 als Föderaler Minister teilweise verhindert)
- 2007–2011: Föderaler Minister für Entwicklungszusammenarbeit in den Regierungen Verhofstadt III, Leterme I, Van Rompuy und Leterme II
- 2014–2019: Premierminister
- 2019–2024: Präsident des Europäischen Rates